# Почесна відзнака в галузі мистецтва та науки (Австро-Угорщина)
Почесна відзнака в галузі мистецтва та науки або лат. Litteris et Artibus (нім. Ehrenzeichen für Kunst und Wissenschaft) ― австро-угорська цивільна відзнака, заснована 18 серпня 1887 року імператором Австро-Угорщини Францом Йосифом I.

## Історія

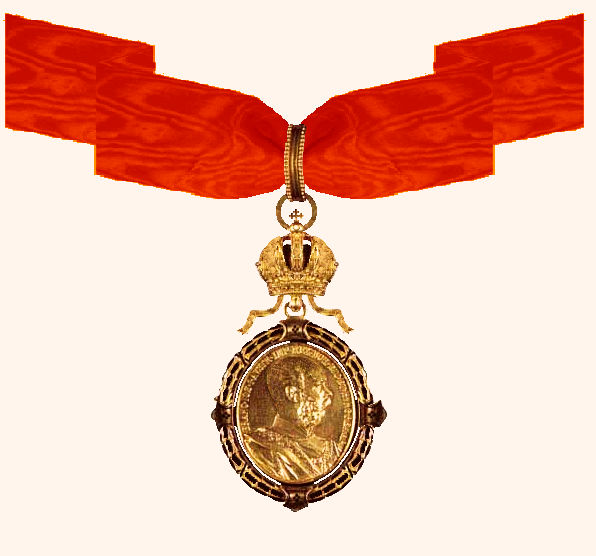
Почесна відзнака в галузі мистецтва та науки

18 серпня 1887 року імператор Австро-Угорщини Франц Йосиф І, у зв'язку з своїм 57-річчям, заснував Почесну відзнаку в галузі мистецтва та науки. Того ж дня, у своєму листі до великого придворного камергера графа Фердинанда Трауттсмандорфа імператор визначив цілі запровадження відзнаки, заявляючи, що він повинен служити визнанням видатних заслуг у галузі мистецтва та науки. Відзнака призначалася для заміни існуючих Золотих медалей за заслуги у мистецтві та науці (запроваджених в 1835 р. імператором Фердинандом І) і присуджувалася лише таким митцям та науковця, які зазнали широкого визнання в мистецтві чи науковій діяльності, сприяли збільшенню слави батьківщині, збагаченню мистецьких та наукових досягнень.

## Дизайн
Овальна золота медаль, оточена лавровим вінком, який частково емальований чорним кольором. Між медаллю і кільцем розміщена австрійська імператорська корона. Відповідно до заповіту імператора, на лицьовій стороні нагороди було зображено бюст її засновника та напис лат. FRANC·JOS·I·AVSTR-IMP·REX·BOH·ETC·ET·HVNG·REX·AP· (Франц Йосиф І ― кайзер Австрії, король Богемії і Угорщини). На реверсі, в оточенні лаврового вінка, був напис лат. LITTERIS ET ARTIBVS (Література та мистецтво).
Нагороду носили як прикрасу на шиї на червоній стрічці, жінки — на банті на правому боці грудей.

## Відзначені

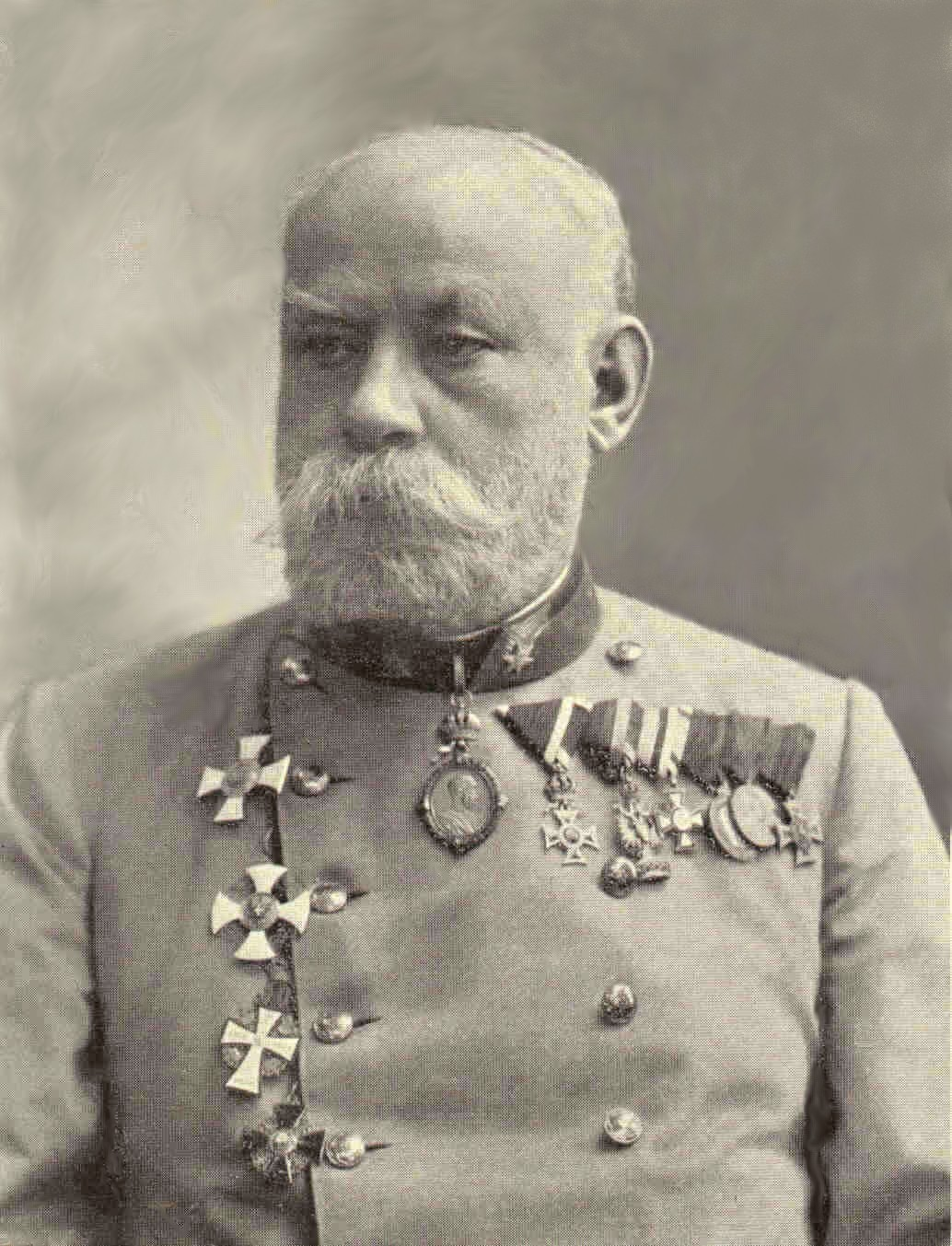
Картограф Роберт Даублебски фон Штернек з відзнакою на шиї.

Нагороду могли вручати громадянам Австро-Угорщини, незалежно від національності, а також іноземцям. Ті, хто отримував відзнаку звалися «Кавалерами» (нім. Besitzer) та носили титул «Володар цісарсько-королівської почесної відзнаки за заслуги в галузі мистецтва на науки».
Одразу після встановлення значка була нагороджена перша група особистостей (включаючи Яна Матейка). З березня 1899 року кількість вшанованих живих осіб була обмежена до 40.
На початок 1901 року серед нагороджених було дев'ять іноземців: Мартенс Федір (28 листопада 1888), Альберт Віктор де Бролі (8 вересня 1891), Єлизавета (королева Румунії) (як письменниця з використанням псевдоніма «Кармен Сільва», вона була нагороджена відзнакою у спеціальному виданні з діамантами; 28 вересня 1896), Теодор Моммзен (7 грудня 1893), Адольф фон Менцель (7 грудня 1895), Арнольд Беклін (8 жовтня 1897), Рудольф Вірхов (20 січня 1900), Джузеппе Верді (9 лютого 1900), Генрик Сенкевич (9 лютого 1900).
Загалом було задокументовано нагородження 95 особам з Австро-Угорщини та 25 іноземцям. Після смерті кавалера його спадкоємці повинні були повернути почесну відзнаку.

## Інше
У 1955 році в Австрії був створений Австрійський почесний знак «За науку та мистецтво» (нім. Österreichisches Ehrenzeichen für Wissenschaft und Kunst).